# غورنيك وانشنا
نادي غورنيك وانشنا (بالبولندية: GKS Górnik Łęczna) نادي كرة قدم بولندي يلعب في دوري الدرجة الممتازة. تم تأسيس النادي عام 1979.